# Lauterbach (Marienberg)
Lauterbach ist ein Ortsteil der sächsischen Stadt Marienberg im Erzgebirgskreis.

## Geografie

### Lage

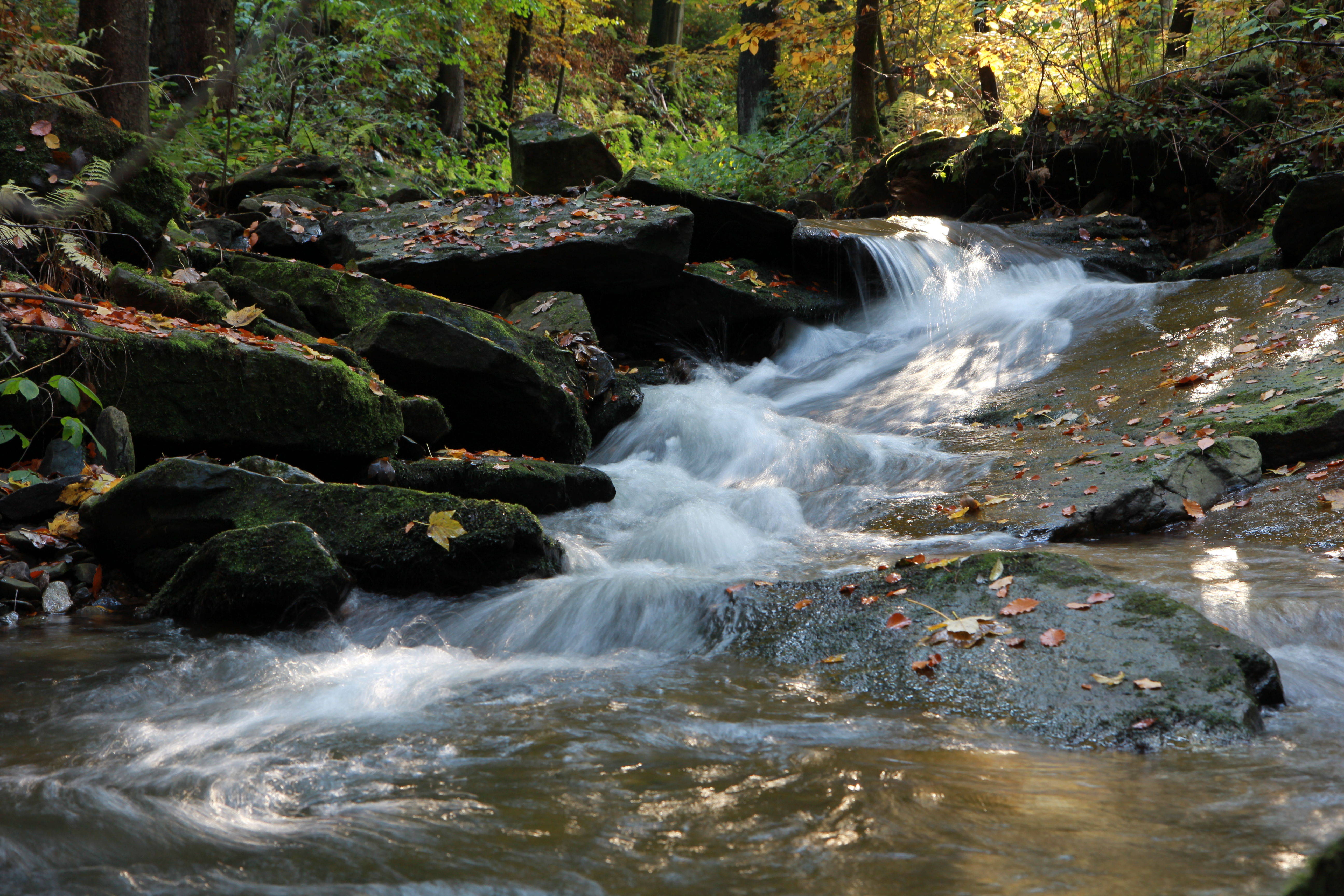
Der Lauterbach vor seiner Einmündung in die Schwarze Pockau

Lauterbach liegt etwa 3 Kilometer nordnordöstlich von Marienberg im Erzgebirge. Die Ortslage erstreckt sich über etwa 4 Kilometer entlang des nach Osten zur Schwarzen Pockau fließenden Lauterbachs. Nördlich des Ortes erstreckt sich das ausgedehnte Waldrevier Bornwald/Heinzewald. Etwa 1 Kilometer nordwestlich des Ortszentrums liegt der 683 m ü. NN hohe Lauterbacher Knochen. Durch den Ort verlaufen die Staatsstraße 225 Marienberg–Kalkwerk sowie die K 8131, die Anschluss an Lauta im Westen und Niederlauterstein im Osten gewährleistet.

### Nachbarorte
|             | Obervorwerk                                 | Kalkwerk          |
| Hilmersdorf | Kompassrose, die auf Nachbargemeinden zeigt |                   |
| Lauta       | Hüttengrund                                 | Niederlauterstein |

## Geschichte

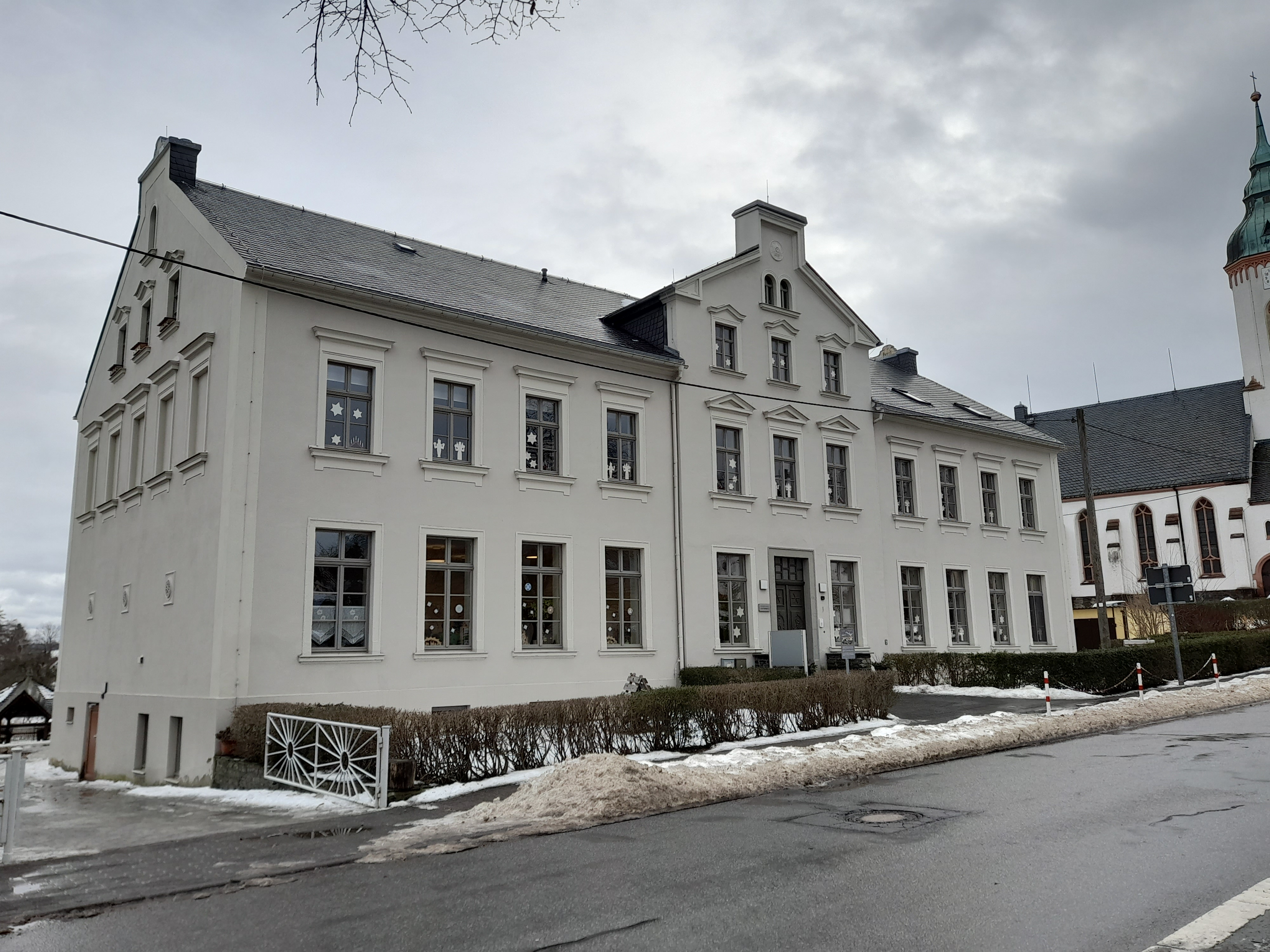
Grundschule Lauterbach (Marienberg)

### Ortsgeschichte
Die erste belegte Ortsnamenform des Waldhufendorfs datiert von 1434 als Luterbach.
Über Jahrhunderte dominierte die Landwirtschaft den Ort, aber auch einige Bergbauversuche wurden auf Lauterbacher Flur unternommen. Letztendlich blieben diese Unternehmungen jedoch bedeutungslos. In der zweiten Hälfte des 18. Jahrhunderts wurden im Niederdorf 4 Stolln aufgeschlossen, über welche auch Aufzeichnungen im Bergarchiv Freiberg existieren, jedoch blieben nennenswerte Funde aus. Mit Unterstützung der Bergsicherung wurde in jüngster Vergangenheit der Willige Bergmann Stolln von Bergbaufreunden wieder freigelegt und das Mundloch gemauert.
1617 ist erstmals eine Knabenschule nachweisbar, eine Mädchenschule wurde 1838 errichtet. 1885 wurde eine neue Zentralschule eingeweiht.
Im Jahre 1863 wurde eine vierrädrige, pferdegezogene „Feuerspritze neuester Konstruktion“ erworben; die Gründung einer Freiwilligen Feuerwehr erfolgte dagegen erst 1894. Bereits 1889 wurde Lauterbach ans Telefonnetz angeschlossen, 1912 erfolgte der Anschluss ans Elektrizitätsnetz und 1929 wurde im Nieder- und Mitteldorf eine Hochdruckwasserleitung in Betrieb genommen. Einem Luftangriff in der Nacht vom 14. auf den 15. Februar 1945 fiel eine Frau zum Opfer, mehrere Gebäude wurden zerstört.
Im Rahmen der Flankenerkundung der Marienberger Erzlagerstätte durch die SAG Wismut wurde 1950/51 auf einer Anhöhe östlich von Lauterbach ein Schacht insgesamt 30 Meter geteuft und in dieser Tiefe ungefähr 200 Meter Strecke zur geologischen Erkundung aufgefahren – ein Abbau erfolgte nicht.
Zum 1. Januar 1998 wurde Lauterbach nach Marienberg eingemeindet.

### Entwicklung der Einwohnerzahl
| Jahr | Einwohnerzahl                                       |
| ---- | --------------------------------------------------- |
| 1552 | 50 besessene Mann, 64 Inwohner                      |
| 1764 | 54 besessene Mann, 3 Gärtner, 35 Häusler, 34¼ Hufen |
| 1834 | 1.165                                               |
| 1871 | 1.436                                               |
| 1890 | 1.552                                               |
| 1910 | 1.553                                               |

| Jahr | Einwohnerzahl |
| ---- | ------------- |
| 1925 | 1.476         |
| 1939 | 1.575         |
| 1946 | 1.649         |
| 1950 | 1.820         |
| 1964 | 1.645         |
| 1990 | 1.341         |

| Jahr | Einwohnerzahl |
| ---- | ------------- |
| 1997 | 1.215         |
| 2007 | 1.156         |
| 2014 | 1.051         |
| 2015 | 1.032         |
| 2016 | 1.005         |

### Wehrkirche und Heilandskirche

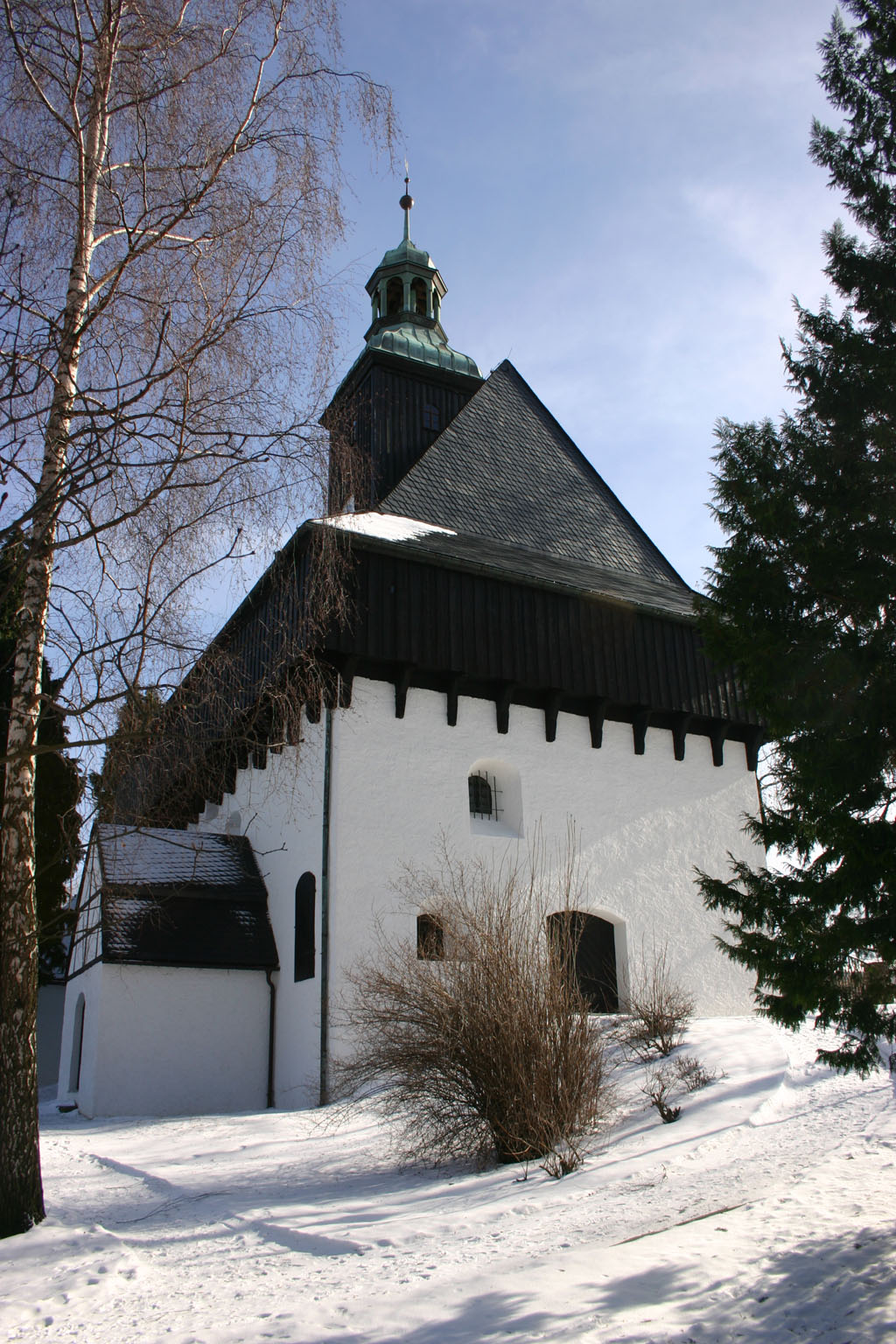
Wehrkirche Lauterbach

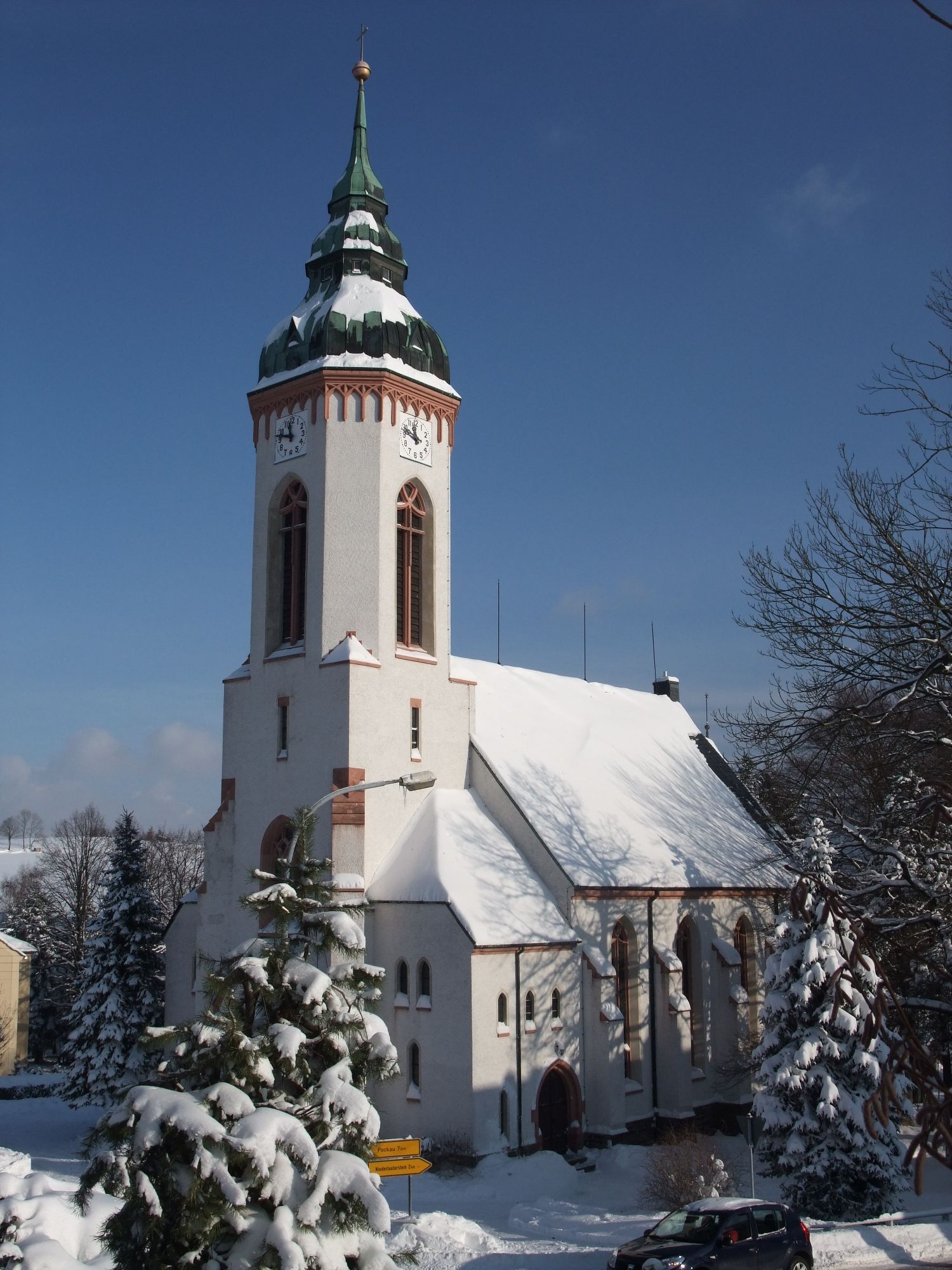
Heilandskirche Lauterbach

Der erste Kirchenbau wurde Mitte des 14. Jahrhunderts in der Dorfmitte auf der Pfarrhufe errichtet. Um die Mitte des 15. Jahrhunderts bestand dieser Bau aus einem schlichten Rechtecksaal, der um 1465 mit einem Wehrgeschoss versehen wurde. Dadurch wurde die Kirche zur Wehrkirche um den Dorfbewohnern gleichzeitig Schutz und einen Zufluchtsort zu bieten. Im Jahre 1515 wurde ein polygonaler Chor angefügt, welcher ebenfalls ein Wehrgeschoss erhielt.
Da die Kirche für die zur Parochie Lauterbach gehörenden Orte Niederlauterstein, Rittersberg und Lauta zu klein war, begann man ab 1831 Spenden für einen Neubau zu sammeln.
1905 beschloss der Kirchenvorstand den Abbruch der inzwischen zu klein gewordenen und baufälligen Wehrkirche, um an derselben Stelle einen Neubau zu errichten. Nach landesweiten Protesten – darunter auch der mit dem geplanten Kirchenneubau betraute Kirchenbaumeister Woldemar Kandler – wurde der Bau nicht endgültig abgebrochen, sondern auf dem Friedhof wiedererrichtet. Die Planungen hierzu lieferte Kandler, die Ausführung übernahm Zimmerermeister Groß aus Rittersberg. Der Abbruch und sich anschließende Wiederaufbau auf dem etwa 400 Meter entfernten Friedhof begann im Juni 1906. Bereits im August 1906 stand der Rohbau, im März 1907 wurde die Kirche fertiggestellt und geweiht.
Nachdem die Wehrkirche abgetragen und der Platz freigeworden war, wurde 1906 mit dem Bau einer neuen, größeren Kirche im Stile der Neugotik begonnen. Die Pläne hierzu stammen vom Architekt und Kirchenbaumeister Kandler, ausgeführt wurden sie von Architekt Arnold aus Zöblitz. Die Ausmalung des Innenraumes übernahm Dekorationsmaler Hans Müller aus Marienberg, der Entwurf stammt von Richard Schulz aus Leipzig.

## Persönlichkeiten
- Adolph Lobegott Peck (1766–1801), evangelisch-lutherischer Theologe
- Heinrich Leonhard Heubner (1780–1853), Professor und lutherischer Theologe des 19. Jahrhunderts
- Rudolf Nicolai (1885–1970), Lehrer und Heimatforscher
- Karl-Heinz Jentsch (1921–2004), Professor, Betriebswirtschaftler und Politiker (LDPD)

## Trivia

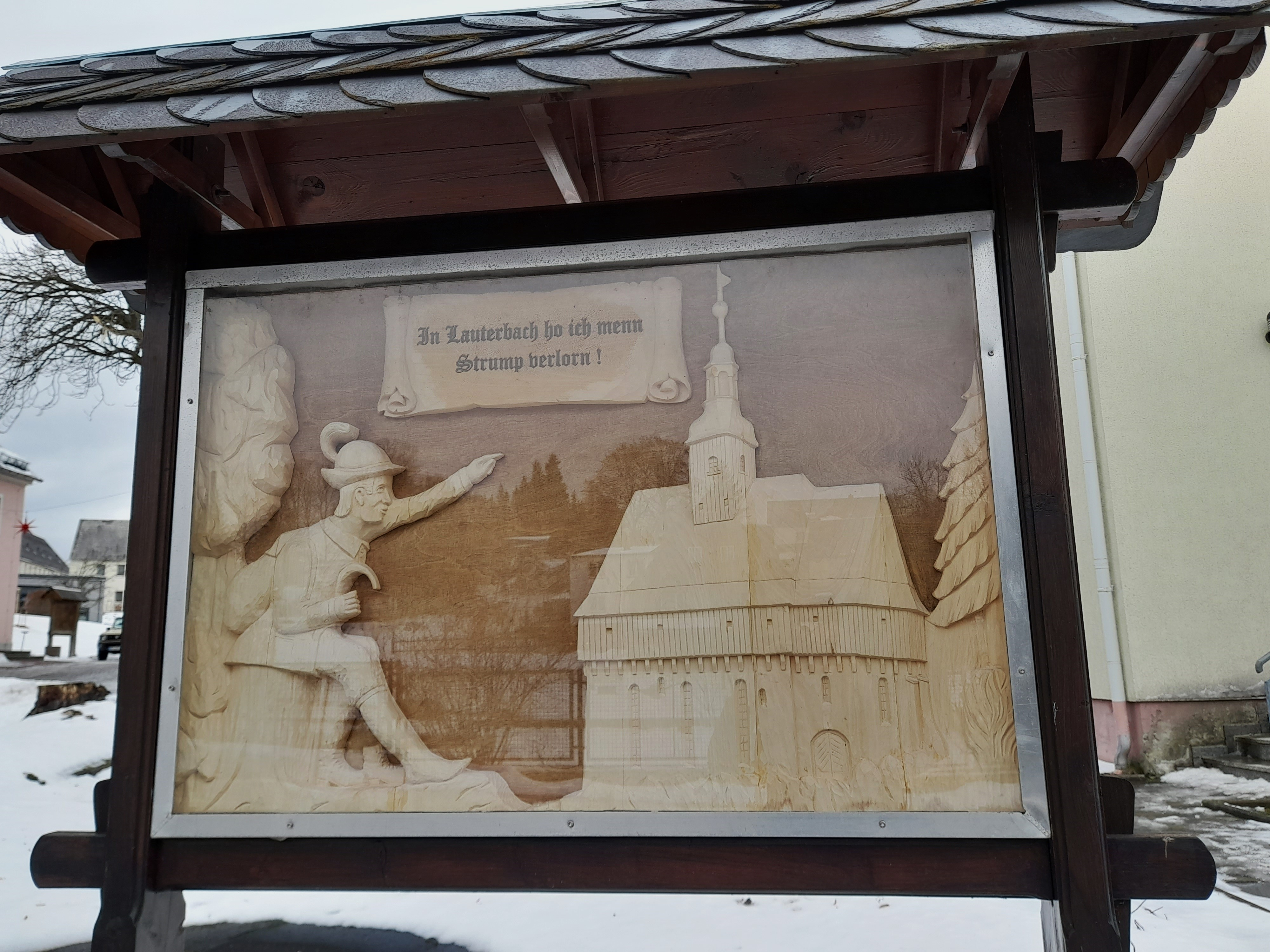
Holzrelief Lauterbacher Strumpflied in Lauterbach (Erzgebirge)

Lauterbach ist Sitz des seit 1899 bestehenden Familienbetriebes F. Ullmann, welcher neben dem bekannten Magenbitter Lauterbacher Tropfen weitere 22 Spirituosen nach eigenen, traditionellen Rezepten herstellt und abfüllt.